# Partido de Tres de Febrero
Partido de Tres de Febrero (tyska: Partido Tres de Febrero, engelska: Tres de Febrero Partido, italienska: Partido di Tres de Febrero) är en kommun i Argentina.   Den ligger i provinsen Buenos Aires, i den centrala delen av landet, 17 km väster om huvudstaden Buenos Aires. Antalet invånare är 343 774. Arean är 46 kvadratkilometer.
Terrängen i Partido de Tres de Febrero är mycket platt.
Runt Partido de Tres de Febrero är det i huvudsak tätbebyggt. Runt Partido de Tres de Febrero är det mycket tätbefolkat, med 5 206 invånare per kvadratkilometer.